# Славянская партия (Украина)
Славя́нская па́ртия — политическая партия Украины. Основана в 1992 году, запрещена в Украине в 2024 году. Председатель партии — А.В. Лузан (до 2010 года — Александр Базилюк)

## Из программы партии

### В области государственного строительства
Стратегической целью партии заявлено воссоздание национального, духовного, экономического и исторического единства Украины, Беларуси и России. Согласно своей второй программе (принятой в 1996 году), партия выступала:
В национально-культурной сфере:
- против извращения прошлого как историками советского периода, так и нынешними идеологами национализма;
- за сохранение, развитие и взаимодействие культур всех этнических групп, проживающих на Украине;
- за сохранение реально сложившегося двуязычия и придание русскому языку статуса второго государственного наряду с украинским, а языкам других этнических групп в местах их компактного проживания — статуса официального.
- за сохранение духовно-нравственных традиций, сложившихся на Руси в течение тысячелетней истории православия.

В области экономической политики:
- равенство предприятий всех форм собственности перед законом;
- активную роль государства в управлении экономикой;
- рациональное сочетание рыночных и административных рычагов управления;
- законодательную защиту от монополизма и создание условий для здоровой конкуренции.

В 2008 году была подготовлена и опубликована новая программа, повторно опубликована и принята она была на 18 съезде партии в 2010 году.

## История партии
Партия создана в 1992 году на базе объединения ряда региональных организаций. Среди учредителей: «Отечественный форум» (Запорожье и Николаев), «Движение за возрождение Донбасса» и Интердвижение Донбасса (Донецк), движение «Демократический Донбасс» (Луганск), «Гражданский форум» (Киев), «Движение Демократических реформ», «За Союз» и «Выборы-89» (Харьков) и другие.
Первоначально называлась Гражданский конгресс Украины, имела 3 сопредседателей: Александра Базилюка (Донецк), Валерия Мещерякова (Харьков) и Владимира Терехова (Крым). Зарегистрирована Минюстом 10 июня 1993 года.
В 1994 году провела по мажоритарным округам 2-х депутатов в Верховный Совет Украины: Владимира Алексеева и Юрия Болдырева (впоследствии оба из партии вышли), членом до 1994 года был А.Свистунов.
В ноябре 1994 года на 5 съезде произошла реорганизация руководства: председателем партии стал Александр Базилюк, первым заместителем председателя Александр Лузан, секретарем — Елена Геллер.
В 1995 году в состав ГКУ влилась Республиканская партия Крыма (РДК) во главе с Сергеем Цековым (Сергей Цеков на тот момент был председателем Верховного Совета Автономной Республики Крым).
В 1996 году партия инициировала создание Конгресса русских организаций Украины (КРО).
В 1998 году совместно с партией «Справедливость» (ветеранами, чернобыльцами и афганцами) создала блок «Трудовая Украина» и получила более 3-х процентов голосов в Верховный Совет и 14 процентов по Донецкой области. В июне 1998 партия приняла участие во всемирном конгрессе славянских народов в Праге. Тогда в Праге был Создан Международный Славянский комитет, а партия изменила название на Славянскую.
СП дважды выдвигала своего председателя Александра Базилюка кандидатом в президенты Украины. В 1999 году Базилюк был зарегистрирован кандидатом в Президенты по решению Верховного суда, так как Центральная избирательная комиссия вначале вообще отказалась принимать подписи в его поддержку, а затем не засчитала половину из них.
В октябре 2003 года партия организовала массовые акции протеста против съезда Нашей Украины в Донецке. Акции имели широкий резонанс в обществе. По мнению экспертов, за этим стояла партия Регионов, которая отрицала своё участие в инциденте.
На 13 съезде партии в июле 2004 года Базилюк вновь был выдвинут кандидатом в Президенты. Как кандидат вёл активную кампанию против Ющенко.
По окончании выборов за участие в Северодонецком съезде и публичные призывы к федеративному устройству Украины Служба безопасности Украины пыталась привлечь Александра Базилюка к уголовной ответственности за сепаратизм.
В 2006 году Славянская партия приняла участие в парламентских выборах в составе блока «За Союз» (партии «Союз», «Социалистическая Украина», «Отчизна»). На 15 съезде в октябре (Донецк) было принято решение о слиянии СП с Партией Регионов, отмененное на следующем, 16 съезде в июне 2007 года.
1 ноября 2009 года Славянская партия на 17 съезде выдвинула кандидатом в Президенты Украины Александра Лузана. Центральная избирательная комиссия зарегистрировала уполномоченного представителя кандидата в Президенты, но не зарегистрировала самого кандидата по причине невнесения партией залога в сумме 2.5 млн гривен.
18 апреля 2010 года в Киеве прошел 18 съезд партии, обновивший руководство. А.Ф. Базилюк вышел в отставку по болезни и был избран «почётным председателем». Партию возглавил Александр Васильевич Лузан, заместителем председателя стал глава Донецкой областной организации С.П. Кубаев, секретарем — руководитель Киевской городской организации Р. Кныш.
В 2024 году партия была запрещена на территории Украины решением Восьмого апелляционного административного суда Украины.

## Оппоненты про партию и её лидера
31 октября 2003 в Донецке появились билборды со свастикой, которые должны были дискредитировать лидера блока партий «Наша Украина».
«Долгие разбирательства по поводу того, кто и каким образом организовал в Донецке размещение скандальных плакатов, можно считать законченными. Ответственность за это взял на себя небезызвестный политик-провокатор, лидер Славянской партии Александр Базилюк», — писал в декабре 2003 года ведущий украинский интернет-сайт «Обком».
Совет Славянской партии принял решение о роспуске крымской региональной парторганизации. Согласно решению Совета, парторганизация ликвидируется «за возникший в руководстве крымской региональной организации конфликт, который наносит ущерб партии в целом, и грубое нарушение устава партии…». Руководителем крымской региональной организации Славянской партии до последнего времени был экс-депутат Верховной Рады АРК, глава Конгресса русских общин Крыма Сергей Шувайников. В ходе последних выборов он отказался баллотироваться в крымский парламент и подал в Избирательную комиссию АРК заявление об отмене его регистрации в качестве кандидата от избирательного блока политических партий «Русский объединённый блок „Крым-Россия“».
31 октября 2005 года блок «Наша Украина» планировал провести съезд в Донецке, что было рискованным шагом для Виктора Ющенко: в Донецке были зафиксированы сообщения о минировании дворца молодежи, задержка чартерного рейса с участниками съезда и журналистами, блокировки выходов из донецкого аэропорта «антиющенковцами», а также увеличение числа правоохранителей на улицах и пробки. Лидер блока и его соратники решили все же попытаться добраться до центра города, где их ждали сторонники Ющенко в окружении враждебно настроенной толпы. Предполагалось, что что к выводу людей на улицы приложили руку и пророссийские политические силы («Русский блок», «Славянская партия»), и местные власти.

## Пресса о Славянской партии
- В пятилетнюю годовщину майдана Славяне в Киеве устроили новый Майдан. Антиоранжевый. Фото
- В президентской кампании примут участие 18 партий
- ЦИК зарегистрировала 4-х уполномоченных представителей
- Славянская партия пикетировала нацсовет из-за отключения российских телеканалов Фото
- Открытое письмо Единого Отечества против преследований лидера Славянской партии. Дата обращения: 10 декабря 2009. Архивировано из оригинала 1 апреля 2014 года.
- Славянская партия требовала через суд признать незаконным третий тур и увольнение членов ЦИК
- Открытое письмо к кандидату в Президенты ЮщенкоИ об этом же пресса спустя 5 лет
- Скандал с хищением агитационной продукции на выборах 2004
- Политическая Украина. Русская транскрипция
- Изгнание Ющенко из донбасса 31 октября 2003 года (перепечатка) Поездка Ющенко в Донецк (оригинал статьи)
- О том как не пустили Ющенко в Донецк
- Славянская партия причастна к изготовлению антиющенковских бигбордов и срыву Съезда Нашей Украины
- О решении Верховного Суда по регистрации кандидатов в Президенты в 1999 г.